# Pondok Joyo
Pondok Joyo is een bestuurslaag in het regentschap Jember van de provincie Oost-Java, Indonesië. Pondok Joyo telt 5601 inwoners (volkstelling 2010).